# Synarsis brachyptera
Synarsis brachyptera är en stekelart som beskrevs av Szelenyi 1936. Synarsis brachyptera ingår i släktet Synarsis och familjen pysslingsteklar. Inga underarter finns listade i Catalogue of Life.